# Aphthonella nigripennis
Aphthonella nigripennis es un coleóptero de la familia Chrysomelidae.
Fue descrita científicamente por primera vez en 1980 por Chen & Wang.